# Úvodník
Úvodník je typ žurnalistického textu, ve kterém se jeho autor snaží, aby se čtenář ztotožnil s názorem (funkce získávací), anebo aby čtenář něco dělal čili podnikl nějakou akci. Jedná se o úvahový text, ve kterém se autor zabývá významnými událostmi společenského dění. Je v něm použita věcná argumentace, která je zasazena do kontextu dané situace. Často se plete a je zaměňován s pojmem editorial.